# Sorbus madoniensis
Sorbus madoniensis är en rosväxtart som beskrevs av Raimondo, G.Castellano, Bazan och Schicchi. Sorbus madoniensis ingår i släktet oxlar, och familjen rosväxter. Inga underarter finns listade i Catalogue of Life.